# Alizée
Alizée Lyonnet (de soltera Jacotey; Ajaccio, Córcega, 21 de agosto de 1984), conocida como Alizée, es una cantante francesa. Es una de las artistas francesas más vendidas del siglo XXI y la cantante que más exporta fuera de Francia.
Su primera aparición pública fue en Graines de star en 1999, ganando el concurso de talentos. En los años siguientes colaboró con Mylène Farmer y Laurent Boutonnat, lanzando una serie de álbumes que alcanzaron el éxito al traspasar los límites del contenido lírico en la música popular y las imágenes en sus videos musicales, que se convirtieron en un referente en la NRJ, MTV, Virgin Radio, Europe 1, entre otros. A lo largo de su carrera, muchas de sus canciones han estado en las listas de éxitos de las discográficas, incluidas «Moi... Lolita», «L'Alizé», «J'en ai marre!», «Gourmandises», «Mademoiselle Juliette», su versión de «La Isla Bonita», «Parler Tout Bas», «Les collines (Never Leave You)» y «À cause de l'automne».
Alizée debutó en la industria musical en el año 2000 con el exitoso sencillo Moi... Lolita, que alcanzó el número uno en varios países de Europa y Asia, incluido el número 9 en el Reino Unido, donde la canción fue aclamada por el New Musical Express, quien la reconoció con un premio al "Single de la Semana". Desde entonces, ha lanzado seis álbumes de estudio, los dos primeros compuestos por Boutonnat y escritos por Farmer. Su primer álbum fue Gourmandises, que recibió la certificación platino a los tres meses de su lanzamiento, siendo un éxito al traspasar las fronteras francófonas, valiéndole la distinción de ser la cantante francesa con mayores ventas en 2001, obteniendo el World Music Award, los NRJ Awards y nominaciones a las Victoires de la Musique. Seguido de un segundo álbum de estudio, Mes courants électriques, fue lanzado en 2003 centrándose en la conquista del mercado del este asiático. Alizée regresó a Europa para realizar su gira En concert, dando 43 conciertos en Francia, Bélgica y Suiza, desde ese año hasta el 2004.
Después de una pausa de tres años, se lanzó su tercer álbum de estudio Psychédélices en 2007 con Jérémy Chatelain como productor, logrando un gran éxito en América Latina y Europa del Este, presentándose en esas regiones hasta 2009 en la gira del mismo nombre.  Alizée colaboró para su cuarto álbum, Une enfant du siècle, con la escena parisina independiente, incluyendo a Para One y Adán Jodorowsky, lanzado en 2010 con elogios de la crítica y conciertos íntimos por Francia y Europa oriental.
En los años siguientes grabó varias colaboraciones, de entre ellas con Alain Chamfort, Olly Murs y Disney, entre otros. Alizée lanzó su quinto álbum de estudio 5 en 2013, pasando por un proceso de divorcio y alcanzando su madurez musical con influencias de los años 60, incluidos Serge Gainsbourg, France Gall y Barbara, ganándose elogios de la crítica por su evolución artística. Además, participó en el concurso televisivo de baile Danse avec les stars donde resultó ganadora. Su sexto álbum de estudio, Blonde, fue lanzado en 2014 colaborando con Pascal Obispo y Zazie con sonidos pop más clásicos, recibiendo críticas mixtas y sin ser un éxito de ventas.

## Biografía y carrera

### 1984-2000: primeros años
Alizée Lyonnet nació el 21 de agosto de 1984 en Ajaccio, Córcega, siendo hija del informático Joseph, y la empresaria Michelle. Creció junto a su hermano menor Johann. A los cuatro años, fue introducida al medio artístico en L'école du Spectacle, tomando clases de teatro y canto, siendo dirigida por Patrick Fiori.
En 1995, una aerolínea francesa realizó un concurso en el que invitaba a niños a dibujar un avión de modo que el diseño más original sería reproducido a la escala de un avión real. Alizée, de 11 años, se inscribió al concurso e inspirada por el libro El Principito realizó su diseño. Su dibujo resultó ganador y fue premiada con un viaje a las Maldivas, además de ver reproducido su dibujo en un avión al que bautizaron Alizée.
En 1999, Alizée realizó una audición en el César Palace de Ajaccio para un programa de jóvenes talentos llamado Graines de star, cantando la canción La vie ne m'apprend rien de Daniele Balavoine. Su segunda audición tras pasar la primera ronda fue el 16 de diciembre, en París, con el tema Waiting for tonight de Jennifer López. El 25 de febrero de 2000, apareció en el programa interpretando la canción Ma prière de Axelle Red con la que quedó en segundo lugar. El mismo año, conoció a Mylène Farmer y a Laurent Boutonnat, gracias a su actuación en Graines de Star, cuando éstos buscaban a una artista joven que interpretara la canción que habían compuesto, Moi… Lolita. Después de realizar pruebas en estudios de grabación y obtener resultados reveladores, Alizée fue elegida para interpretar este tema. Pronto grabaron el primer sencillo que más tarde llegaría a vender más de dos millones y medio de unidades solo en Francia.

### 2000-2002:Gourmandises,Moi... Lolita,L'Alizéy éxito internacional
Mylène Farmer y Laurent Boutonnat produjeron su primer álbum, titulado Gourmandises (Golosinas), con letras inspiradas en las vivencias, deseos y gustos de Alizée. Sus canciones hablan de adolescencia, de dudas, de amor y de sus ansias de vivir. En tres meses se convirtió en disco de platino con 300.000 copias vendidas. El segundo sencillo, L'Alizé, salió a la venta al mismo tiempo que el álbum, consiguió también un gran éxito y subió rápidamente al primer puesto de la lista de ventas con más de 700.000 copias vendidas.

Logo original de Alizée, usado entre el 2000 y 2004.

El éxito de sus canciones traspasó fronteras, de modo que ya era conocida en muchos países europeos en 2001, así como en Japón, Corea del Sur y Canadá. Recibió su primer galardón de M6 Awards y más tarde consiguió el premio NRJ Music Awards, como Revelación Francesa del Año. En Alemania y Holanda recibió un Disco de Oro por mantenerse en las listas de ventas durante muchas semanas. También recibió un reconocimiento al Mejor website por su página web.
Sus canciones son conocidas más allá de las fronteras de los países francófonos, encabezando las listas de éxitos musicales en Italia, España, Alemania, Reino Unido, Polonia, Holanda, Rusia y México, siendo frecuentemente número uno en ventas durante varias semanas.

### 2003-2004:Mes courants électriques,En concerty el reconocimiento de Asia
Mes courants électriques es el segundo álbum de Alizée, que fue lanzado el 18 de marzo de 2003. Este álbum incluye versiones en inglés de cuatro de sus canciones. Fue comercializado en distintas regiones con diferente contenido. La versión francesa no contiene ninguna de las versiones en inglés, que fueron incluidas en la versión internacional. La versión japonesa cambia el nombre de J'en ai marre y pasa a llamarse Mon bain de mousse. En Hong Kong y otras partes de Asia fue lanzado en disco doble incluyendo un disco interactivo con los videoclips de Moi Lolita y I'm fed up (versión en inglés de J'en ai marre). El álbum vendió en Francia 259 000 ejemplares y fue certificado Doble Disco de Oro, aunque es una cifra baja si la comparamos con Gourmandises, que vendió 800 000 copias solo en Francia.
El primer sencillo, J'en ai marre, salió a la venta el 21 de febrero de 2003, llegó al cuarto lugar en las listas francesas, vendió más de 200 000 copias, y fue certificado Disco de Oro. Los siguientes sencillos, J'ai pas vingt ans y A contre-courant, se posicionaron en el decimoséptimo (#17) y en el vigésimo segundo (#22) lugares, respectivamente.
Con el lanzamiento de su segundo álbum, Alizée realizó una gira de conciertos por Francia y algunos en Bélgica y Suiza. La gira comenzó con un concierto el 23 de agosto de 2003 en el Olympia y concluyó en Le Zénith, ambas salas en París, el 17 de enero de 2004.
Un disco compacto y DVD, titulados Alizée En Concert (presentando escenas seleccionadas de sus 43 conciertos) fue lanzado en otoño de 2004. El disco contenía canciones de sus dos álbumes, el DVD incluía las presentaciones en vivo de las canciones, ensayos de una de sus canciones y la realización de algunos de sus vídeos musicales. El disco se posicionó en el trigésimo octavo (#38) lugar de los más vendidos de Francia mientras que el DVD llegó al primer lugar.
El disco compacto y el DVD (junto con sus otros dos álbumes) fueron relanzados en 2007 por Universal Music México (debido a la popularidad alcanzada por Alizée en este país) como un paquete de DVD+CD. Los discos compactos y el DVD llegaron a la cima de las listas de ventas el 28 de mayo de 2007, manteniéndose bastante tiempo en esa posición.

### 2007-2009:Psychédélicesy la conquista del mercado hispanoamericano

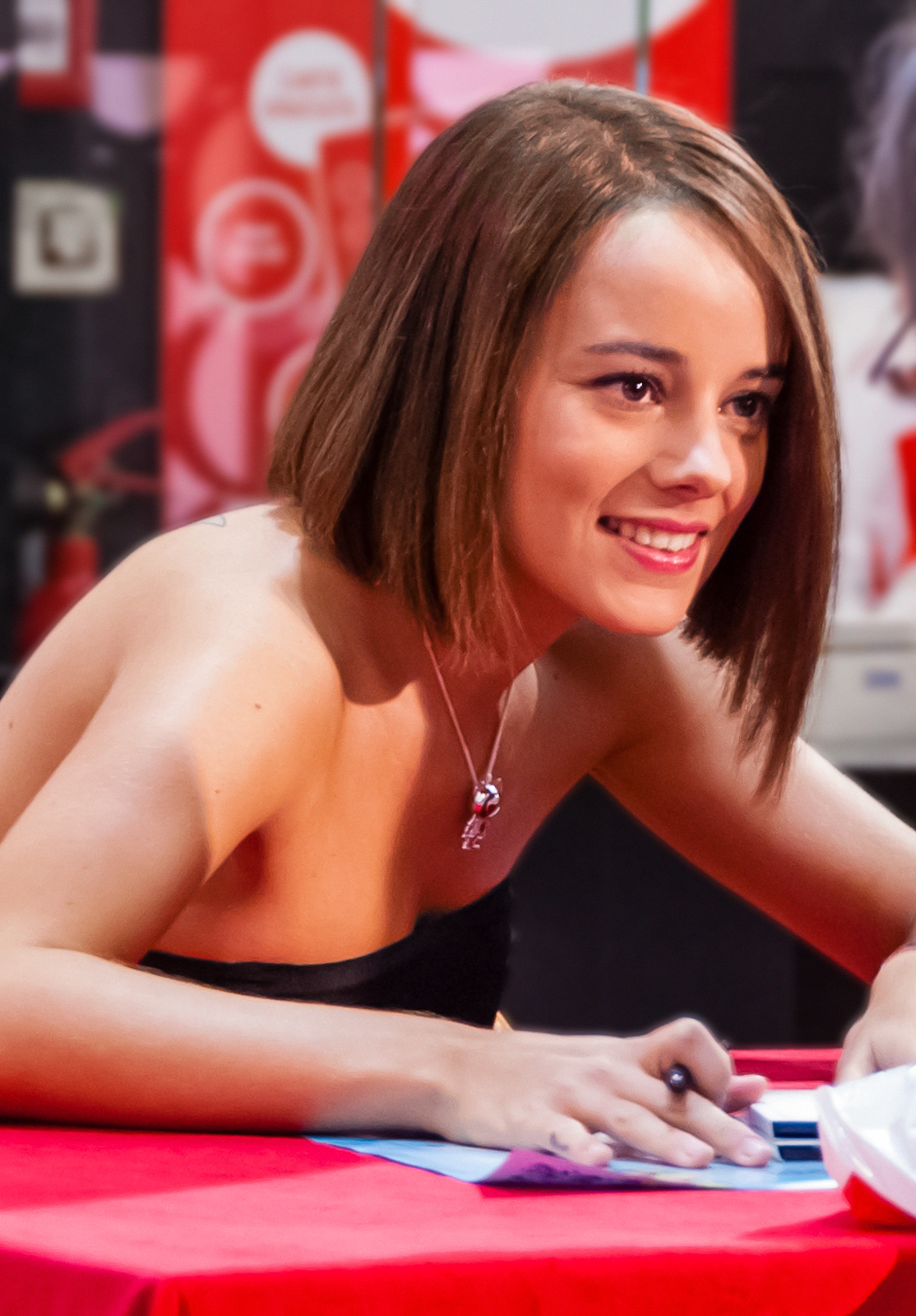
Retratada en 2008.

Su tercer álbum llamado Psychédélices fue lanzado el 3 de diciembre de 2007 siendo Mademoiselle Juliette el primer sencillo del álbum. El sencillo fue emitido en la radio francesa NRJ el 27 de septiembre de 2007 por primera vez y salió de manera digital el día 30. El videoclip de dicho sencillo se lanzó en noviembre.
Alizée decidió dejar en este álbum a sus padrinos artísticos, Mylène Farmer y Laurent Boutonnat, con la idea de abandonar su imagen de lolita y mostrar una imagen más madura. Para este nuevo álbum colaboraron con ella músicos como Bertrand Burgalat, Daniel Darc, Oxmo Puccino, Jean Fauque y su primer esposo, Jérémy Chatelain. Su segundo sencillo es Fifty-Sixty, con un videoclip que oficialmente se estrenó en internet a comienzos de mayo, e hizo su debut en la televisión francesa durante el mes de junio. Dicho video forma parte de la trilogía Fifty-Sixty, compuesta por dos videos más basados en Remixes del sencillo.
Después del moderado éxito de Fifty-Sixty se anunció el lanzamiento de La Isla Bonita, su versión cover del éxito de Madonna, como tercer sencillo exclusivo para México, logrando consolidarse en la radio a nivel nacional.
Alizée realizó una gira mundial que la llevó por diferentes países. El primer concierto de esta gira fue realizado en Moscú el 19 de mayo, seguido por 5 conciertos en México durante el mes de junio, que se realizaron en importantes ciudades, entre ellas: Ciudad de México, Guadalajara, Monterrey, Puebla.
También hubo una presentación especial en la Feria de San Marcos en Aguascalientes fuera del tour oficial. "Ki M´aime Me Suive" productora francesa encargada de organizar el tour, estimó que el público había superado los 50 000 espectadores.
El Track List de este Tour está compuesto en su mayor parte por las canciones del álbum Psychédélices, aunque también incluyó canciones de sus dos anteriores álbumes, de los que Alizée tuvo que modificar la música de canciones como J’en ai marre y Moi... Lolita, ya que Mylène Farmer y Laurent Boutonnat no concedieron los permisos de derechos de autor por lo que la letra se mantuvo original mientras que el arreglo musical tuvo que cambiar.

### 2010-2011:Une enfant du siècle, nuevo estilo, el éxito de la crítica y colaboraciones
Su cuarto álbum, Une enfant du siècle, fue lanzado el 29 de marzo de 2010. Aclamado por la crítica por su cambio radical de estilo, el álbum reúne a jóvenes productores con la etiqueta «Institubes» (Chateau Marmont, Rob...). El álbum solo llegó a la posición #24 del top francés y cayó inmediatamente para salir del mismo unas semanas después, vendiendo apenas 5 000 ejemplares en Francia. Une enfant du siécle fue distribuido en solo pocos países, mientras Alizée viajaba a Israel para participar en el homenaje a Serge Gainsbourg el 28 de julio de dicho año en Tel Aviv, donde interpretó su versión cover del sencillo Dis-lui Toi que Je t'aime de Vanessa Paradis y el cover Dieu fumeur de havanes con la promesa del memento de dicho país Harel Skaat Para la promoción de este CD, Alizée posó en la revista de origen francés Technikart, en la que apareció con el look de la cantante Madonna en su sencillo Like a Virgin. Les Collines (Never Leave You) fue el sencillo promo, del que derivó el videoclip del mismo nombre que fue publicado una semana después del lanzamiento. Tras su éxito la cantante fue prenominada por Les Victoires de la Musique a Álbum del año.
Alizée participó en la sexta edición del espectáculo de Les Enfoirés "L'oeil des Enfoirés" en la Arena de Montpellier. Participó en el sencillo Des Ricochets con más de 44 artistas, el título del sencillo lazado por el grupo París-África, fundado por UNICEF para contribuir a la lucha contra la desnutrición, de forma análoga al We Are the World de USA for Africa.
También formó parte de los artistas que grabaron a dúo con Alain Chamfort en el álbum de estudio Elles & Lui el sencillo Clara veut la Lune,
Alizée ha participado en varios espectáculos de TF1 como las Generaciones 90 y 2000.

### 2012-2013:5 (Cinq)y madurez musical

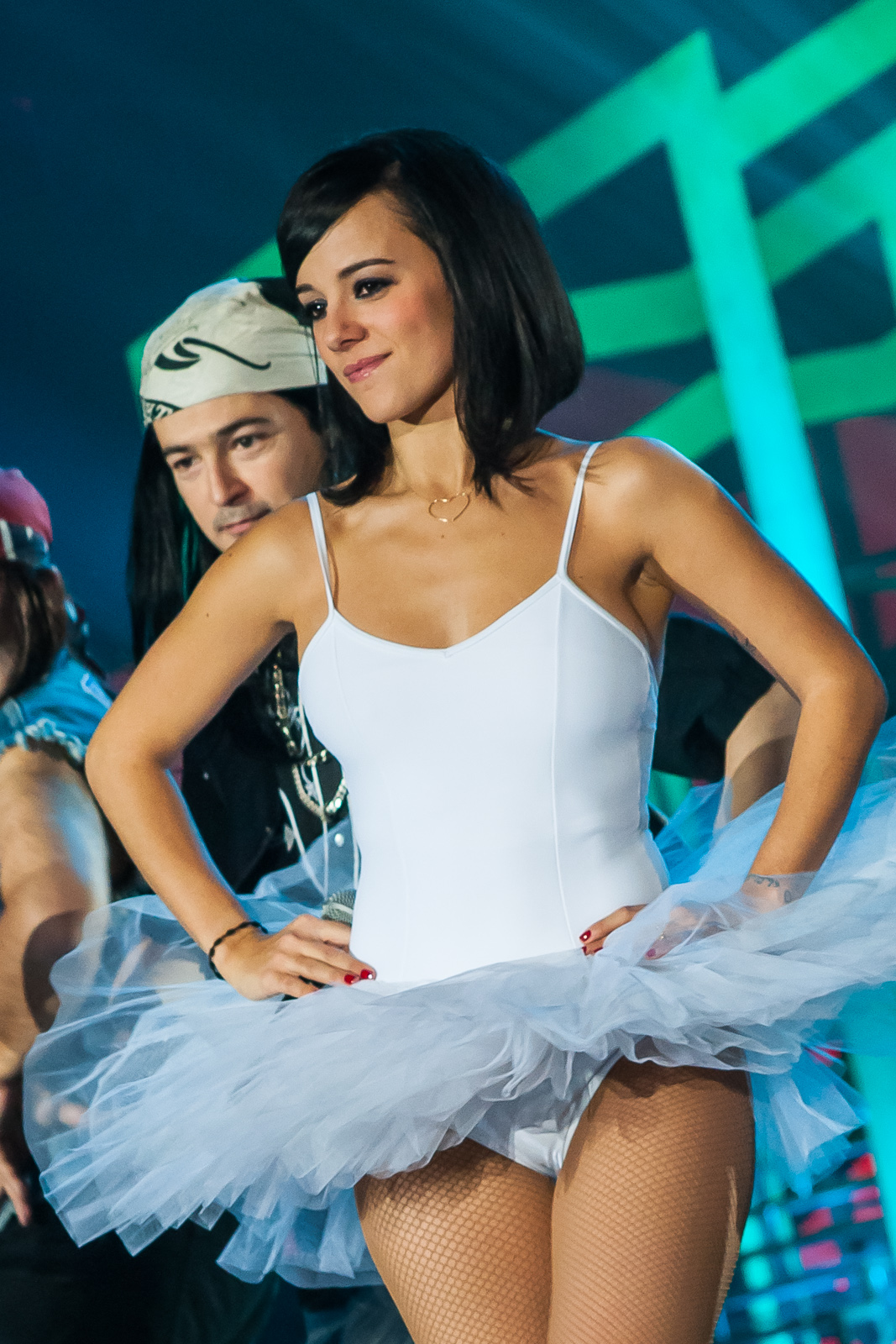
Presentándose en 2012.

Desde el 1 y hasta 6 de febrero de 2012 Alizée participó en Les Enfoirés con el nuevo espectáculo "Le bal de Les Enforiés" en el auditorio Zenith de Lyon, que agotó entradas. 
El 27 de junio de 2012 Alizée anunció en live chat que el primer sencillo del nuevo álbum sería lanzado el 28 de junio de 2012 a través de la cuenta AlizéeVEVO en Youtube.
el 2 de septiembre del mismo año, una versión francesa de Dear Darlin' a cargo de Olly Murs y Alizée fue publicada en Amazon.com.
En general, contó con comentarios positivos por parte de los críticos musical. Aunque, comercialmente no logró buena recepción, excepto por el Reino Unido, Polonia Australia y México. 
El vídeo musical fue publicado en Youtube el 5 de diciembre de 2012 pero bloqueado para su visualización fuera de Francia, permaneciendo así hasta el 3 de enero de 2013 cuando fue liberado para el resto del mundo. El nombre del sencillo es À cause de l'automne (en español: A causa del otoño). Alizée también reveló que para el nuevo álbum estaba trabajando con Jean-Jacques Goldman, con los BB Brunes y Thomas Boulard (cantante y guitarrista de la banda de rock francesa "Luke"). El 12 de julio salió una edición limitada del álbum para coleccionistas disponible inicialmente en preorden.
La fecha real del lanzamiento de este nuevo álbum era el 1 de octubre de 2012 pero debido a motivos aún desconocidos fue pospuesta, siendo anunciado en enero de 2013 que el álbum sería lanzado el 25 de febrero, pero finalmente el 15 de enero se volvió a posponer el lanzamiento por quinta vez anunciándose que la última fecha de lanzamiento sería el 25 de marzo de 2013.
Durante una presentación de Alizée en Star Academy el 3 de enero de 2013 se conoció la portada oficial de la nueva producción discográfica, que llevaba por título 5, haciendo referencia a que este era su 5.º álbum de estudio.
El día de lanzamiento del nuevo álbum este se colocó entre las primeras posiciones de iTunes en países como Francia, Italia y Arabia Saudita, entre otros. El 8 de abril de 2013 se lanzó el segundo sencillo del álbum, llamado Je Veux Bien, lo que Alizée comunicó a través de su cuenta de Twitter.

### 2014-2016:BlondeyDanse avec les stars
Después de un año de promoción con su disco 5 y de su participación en Dance avec les stars, Alizée regresaba con el sencillo Blonde, que suponía su vuelta a la música comercial y que cosechó un éxito aceptable entre su público.
A finales de diciembre de 2013, la cantante había comenzado a grabar este sexto álbum con la participación de Pascal Obispo, Lionel Florence y Zazie. El citado sencillo, Blonde, compuesto por el propio Pascal Obispo, fue presentado en marzo de 2014. Y el álbum homónimo se publicó el 23 de junio de 2014.
El 4 de junio de 2014, durante el concierto al aire libre organizado por Kiss FM, Alizée reveló el lanzamiento del tema Alcaline, que era el segundo sencillo oficial

## Influencias musicales
Alizée señala a Madonna como una importante influencia, y ha dicho que le gustaría cantar con ella alguna vez. También cita a Whitney Houston como una gran influencia. Otras grandes influencias son su ex-madrina artística Mylène Farmer, así como los maestros de la Chanson, Serge Gainsbourg y France Gall, el artista estadounidense Andy Warhol y su musa Edie Sedgwick. También ha mencionado que ama el estilo y el cabello de Gwen Stefani. Su influencia musical comprende Pop en todas sus formas, World Music, House Music, Mainstream y Hip-Hop.

## Habilidades artísticas

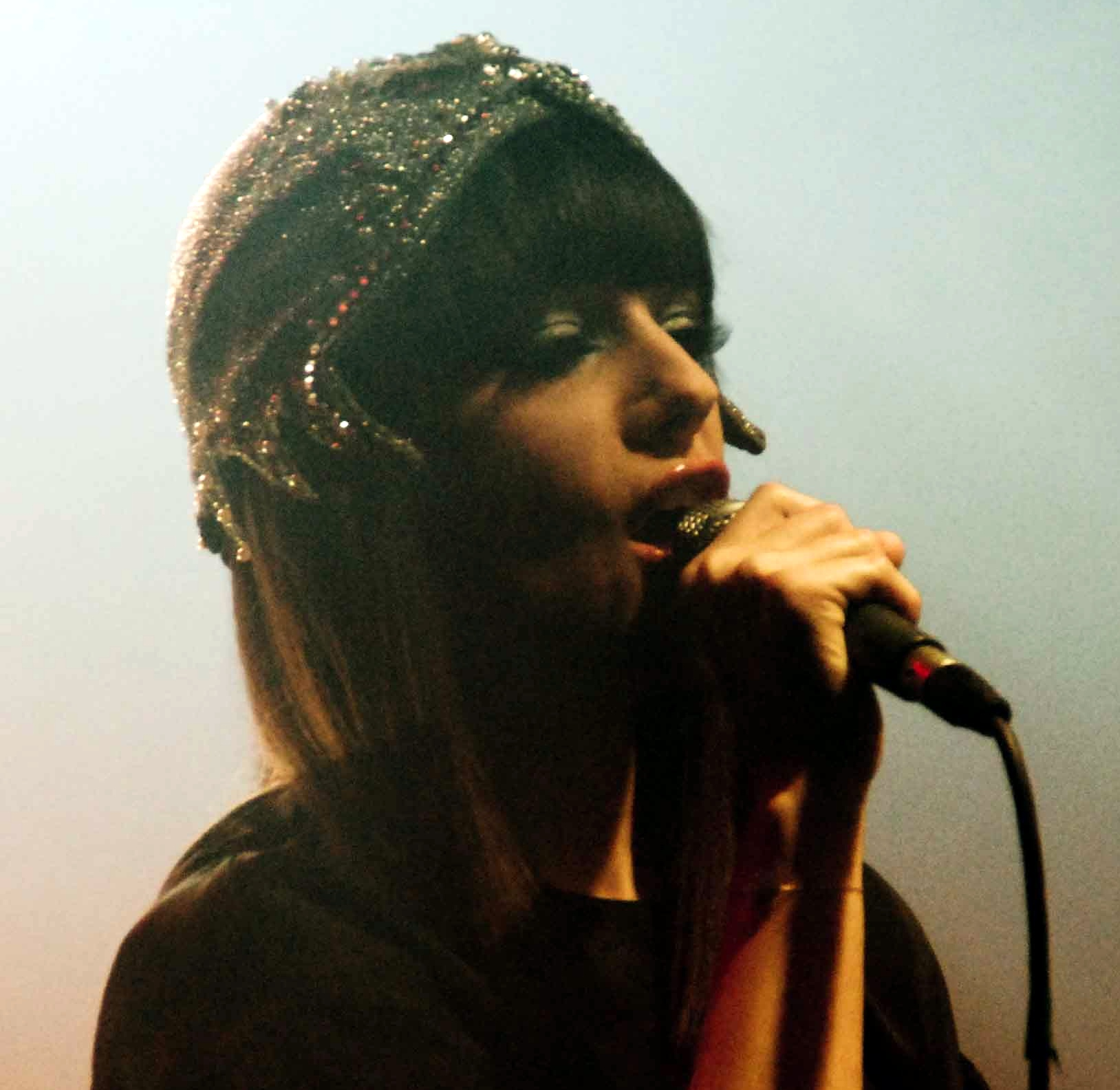
Alizée cantándolo

### Música y voz
Empezó su carrera musical con canciones que ella describió como «música pop soul». En 2000 irrumpió en el mundo musical, convirtiéndose en una sensación internacional por ser la cantante francesa más exitosa en mucho tiempo. Alizée es conocida por mezclar sonidos electrónicos con estilos Pop, tales como el pop psicodélico y, más recientemente, la corriente Euro pop.
En el momento de su debut, NRJ Radio se refirió a ella diciendo que «la Reina del Euro Pop es una Lolita francesa», y que Alizée en su álbum de debut «utilizó sonidos Europop mezclando suaves tonos, World Music y la clásica chanson francesa». El segundo álbum fue principalmente de sonidos «house», instrumentales y sonidos electrónicos mezclados con los sonidos de su último álbum. El tercer álbum marcó un cambio de estilo al reemplazar sus estilos anteriores de sonidos psicodélicos y World Music por una música muy rítmica. El tema Fifty-Sixty está dedicado a la memoria de la fallecida modelo Edie Sedgwick. Para su cuarto álbum tuvo otro cambio radical en el estilo musical pasando a un nuevo género de su carrera Pop Mainstream con ritmos fuertes en comparación con sus tres álbumes anteriores. Alizée ha dejado claro que la reinvención continua es una gran parte de su contribución a la música.

## Otras actividades
Alizée participó en un capítulo de la serie Nos cher voisines (Nuestros estimados vecinos). También ha mencionado en más de una ocasión que le gustaría ser actriz de teatro o de películas pero que, como tiene pánico a las cámaras, esta pequeña actuación ha sido la única que ha hecho hasta ahora a lo largo de su carrera.
Alizée realizó el doblaje en la película de Tinkerbell de Disney  "Clochette et la créature légendaire" (traducción literal: "Tinkerbell y la criatura legendaria" ). La versión en inglés lleva el título "Tinker Bell y la leyenda de Neverbeast" .  el 8 de abril de 2015, interpretando al hada Nyx en dicha película.

## Vida personal

### Imagen pública

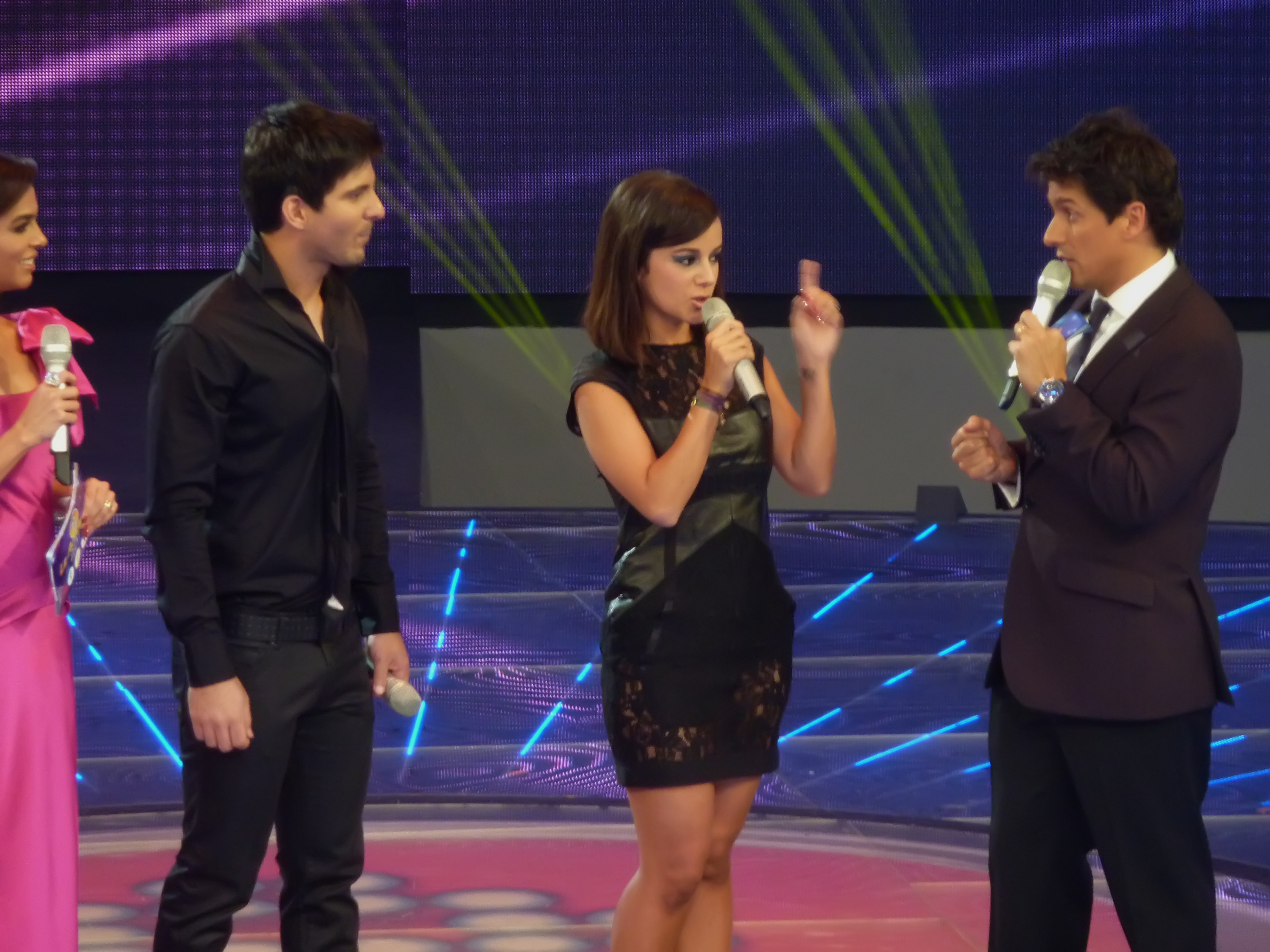
Fotografiada (al centro) en el programa La Academia junto a Bibi Gaytán (de rosa) y Rafael Araneda (de traje, derecha), durante una visita que realizó a México en 2011.

A pesar de que los discos la han retratado con una imagen de "Sexy Lolita", Alizée tenía una imagen pública inmaculada como "la adolescente perfecta" durante sus años de adolescencia, con un estilo libre, ligero y sexy. Para su segundo disco mantuvo un estilo similar pero con más influencias electrónicas. Su peinado era generalmente una simple sacudida y el maquillaje fue diseñado para destacar y realzar su belleza natural.
Después de dos años de silencio, volvió con un tercer álbum, cuyo estilo era más "psicodélico", en su búsqueda de una nueva y más amplia audiencia. Se sabe que Alizée es muy aficionada a los tatuajes y en los últimos años se ha hecho varios nuevos en los brazos. Posiblemente el más famoso de sus tatuajes es uno grande de Campanilla en su espalda, que se pudo ver muchas veces durante su promoción de Psychédélices
 Para su cuarto álbum cambió radicalmente su estilo, tanto musical como en lo que respecta a su imagen, con un comportamiento más maduro y más elaborado en maquillaje, ropa y peinado. 
En la encuesta "Las mujeres más atractivas del mundo" 2010 y 2011, a cargo de la edición francesa de la revista FHM, los lectores votaron a Alizée como la segunda mujer más sexy en una selección de 100.

## Legado
La NRJ se refirió a ella como: «una de las cantantes más polémicas del siglo XXI que irrumpieron en el mundo de la música a los 17 años con un éxito en todo el mundo que la convierte en la «Reina Europop» encabezando el auge de post-milenario euro pop..., Alizée cultivó una mezcla de inocencia de Lolita dulce y de experiencia que la hizo romper el banco».
Está en la lista de SACEM y SNEP por tener "El álbum francés más vendido de una artista femenina en solitario en los últimos 20 años" por su álbum debut Gourmandises que vendió en tres meses 700.000 copias solo en Francia, casi 3 millones en Europa y 4.250.000 en todo el mundo solo en 2001, atesorando el tercer álbum francés más vendido de todos los tiempos, solo superado por D' eux de Celine Dion y L'Autre... de Mylène Farmer.
Tiene el #31 sencillo más vendido en la historia de Francia por Moi... Lolita y otros dos sencillos en lo más alto del Top 100 de los sencillos franceses de la década de 2000 y la lista de sencillos más vendidos en la historia de Francia, respectivamente. En 2002 el diario Le Figaro anunció que la música de Alizée fue la cima de la música francesa de los últimos años, habiendo ganado, gracias en parte a sus ya citados ex-mentores, más de 10,4 millones de euros.
El video de Mademoiselle Juliette lanzado el 19 de noviembre de 2007 forma parte de los 150 videos más importantes de los últimos 15 años de la región de América Latina del canal MTV.
Alizée es famosa principalmente por su sencillo más exitoso hasta la fecha "Moi... Lolita", que fue una sensación en todo el mundo y convirtió a la cantante en un fenómeno y una obsesión nacional en Francia, y es muy conocida en general por su rápido ascenso a la fama, y porque en los medios de comunicación se la califica como "La más famosa de las Lolitas".
Cuando se escuchan las frases "Lo ou bien Lola" (Español: También vale Lola) y "Mon poisson rouge dans mon bain de mousse " (Español: Mi pez dorado en mi baño de espuma), que aparecen en sus letras, es directa la referencia a ella y a sus canciones "Moi... Lolita" y al traje de marinero con un pez rojo en sus pantalones de las actuaciones en vivo de su sencillo "J'en ai marre!".

## Premios y nominaciones
| Año  | Trabajo nominado | Premio                      | Categoría                                              | Resultado |
| ---- | ---------------- | --------------------------- | ------------------------------------------------------ | --------- |
| 1999 | Ella misma       | Graines de Star (Francia)   | - Meilleur Graine                                      | Ganadora  |
| 2000 | Ella misma       | Petite Princesse (Francia)  | - Cantante del Año                                     | Nominada  |
| 2000 | Ella misma       | M6 Music Awards             | - Cantante más Prometedora                             | Ganadora  |
| 2000 | Moi... Lolita    | Trophée des Anges (Francia) | - Cantante del Año                                     | Ganadora  |
| 2001 | L'Alizé          | Trophée des Anges (Francia) | - Cantante del Año                                     | Ganadora  |
| 2001 | Moi... Lolita    | DMX Music Award (Francia)   | - Mejor Canción                                        | Ganadora  |
| 2001 | Ella misma       | NRJ Music Awards            | - Cantante más Prometedora                             | Ganadora  |
| 2001 | Moi-alizee.com   | NRJ Music Awards            | - Mejor Website                                        | Ganador   |
| 2001 | Gourmandises     | NRJ Music Awards            | - Álbum del Año                                        | Nominado  |
| 2001 | Gourmandises     | Victoires de la Musique     | - Álbum del Año                                        | Nominado  |
| 2001 | Moi... Lolita    | NME (Reino Unido)           | - Sencillo de la Semana                                | Ganador   |
| 2001 | Moi... Lolita    | Hit FM Awards (Rusia)       | - Sencillo del Año                                     | Ganador   |
| 2002 | Ella misma       | World Music Awards          | - Mejor Artista Francesa                               | Ganadora  |
| 2003 | Ella misma       | SACEM                       | - "Prix Vincent Scotto" para la Mejor Artista Nacional | Ganadora  |
| 2008 | Ella misma       | AMPROFON                    | - Lunas del Auditorio Mejor Artista Internacional      | Ganadora  |
| 2008 | Ella misma       | MTV Latin America           | - Revelación Internacional                             | Nominada  |

## Discografía
Álbumes
- 2000: Gourmandises
- 2003: Mes courants électriques
- 2007: Psychedelices
- 2010: Une enfant du siècle
- 2013: 5
- 2014: Blonde